# Emery Roth
Emery Roth (født 1871, død 20. august 1948) var en amerikansk arkitekt, der mest beskæftigede sig med at tegne hoteller og lejlighedskomplekser i New York i 1920'erne og 30'erne.
Han emigrerede til USA da han var 13 år, eftersom hans familie led af fattigdom efter faderens død. Han begyndte sin arkitektoniske læretid som ordfører i Burnham & Root, der arbejdede på verdensudstillingen i Chicago i 1893.